# Передкарпатський сірконосний басейн
Передкарпатський сірконосний басейн — басейн самородної сірки на південному заході України, в межах Львівської, Івано-Франківської і Чернівецької областей. Сірка залягає у вапняках міоценового віку. Потужність сірконосних відкладів до 30 м, глибина залягання від 3 до 500 м. Пластові й лінзові сірчані поклади приурочені до гіпсо-ангідритової товщі й представлені переважно вапняково-сірчаними рудами із вмістом S до 20—27 %. 
Видобували сірчані руди з 1953 року кар'єрним способом і методом підземної виплавки.
Із 2007 року видобуток самородної сірки було припинено, оскільки його собівартість навіть на найбільш рентабельному Язівському родовищі становила 85$ за тонну при світових цінах на сірку 40—60$.
Із 2000 року проводилися роботи з підтримання родовищ в екологічно безпечному стані: осушення колишніх кар'єрів, водовідведення